# Samuel E. Smith

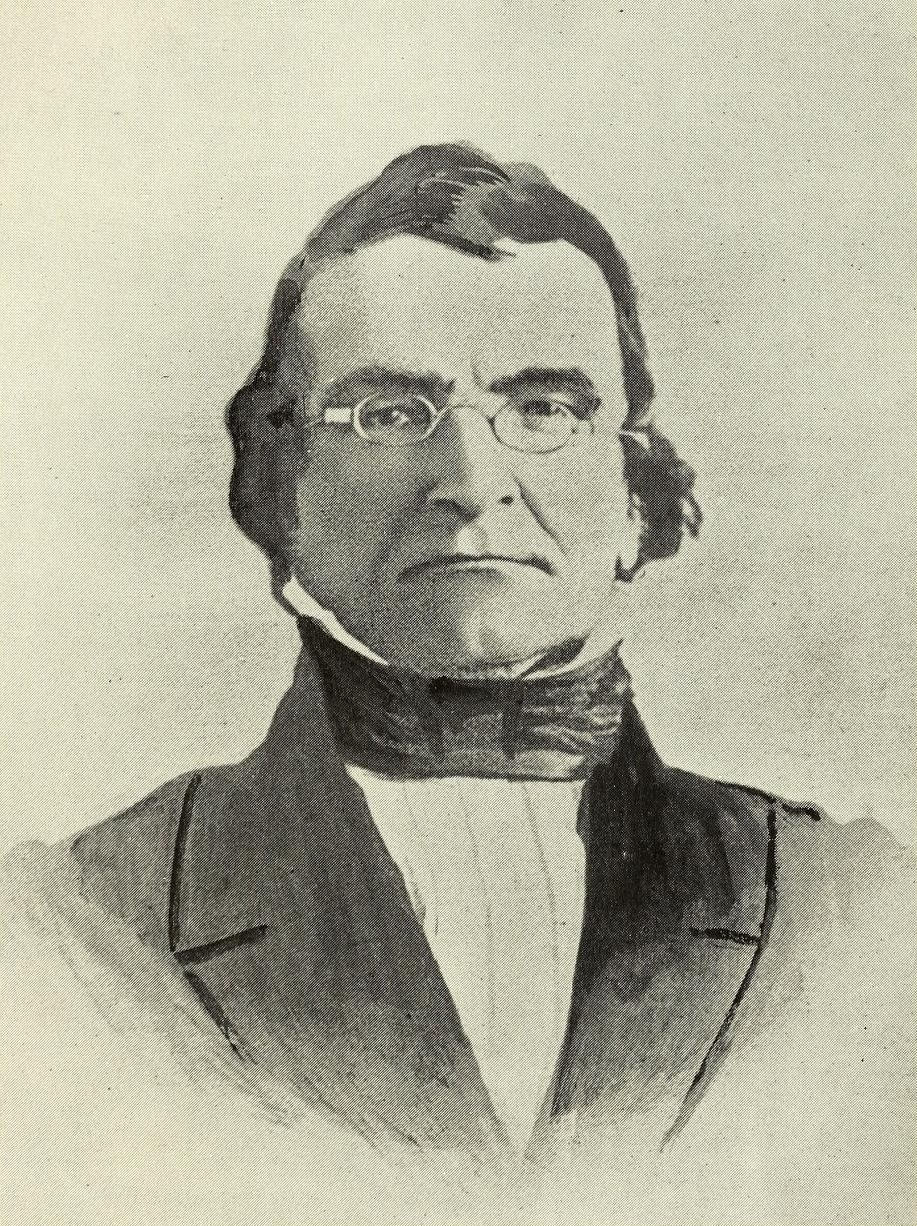
Samuel Emerson Smith

Samuel Emerson Smith (* 12. März 1788 in Hollis, Hillsborough County, New Hampshire; † 3. März 1860 in Wiscasset, Maine) war ein US-amerikanischer Politiker (Demokratisch-Republikanische Partei) und von 1831 bis 1834 Gouverneur von Maine.

## Frühe Jahre
Der junge Samuel Smith besuchte die Groton Academy und dann bis 1808 die Harvard University. Nach einem erfolgreichen Jurastudium wurde er 1812 als Rechtsanwalt zugelassen, woraufhin er in Wiscasset in Maine zu praktizieren begann. Smiths politische Laufbahn begann im Jahr 1819 als Abgeordneter im Repräsentantenhaus von Massachusetts, zu dem Maine damals noch gehörte. Nachdem Maine dann im Jahr 1820 als eigener Bundesstaat entstanden war, war er von 1820 bis 1821 Abgeordneter in dessen Staatsrepräsentantenhaus. Zwischen 1822 und 1830 war Smith Richter am Obersten Gerichtshof in Maine. 1830 wurde er zum neuen Gouverneur seines Landes gewählt.

## Gouverneur von Maine
Smith trat sein neues Amt am 5. Januar 1831 an. Nachdem er in den Jahren 1831 und 1832 jeweils wiedergewählt worden war, konnte er bis zum 1. Januar 1834 im Amt bleiben. In seiner Regierungszeit wurde die Hauptstadt Maines von Portland nach Augusta verlegt. Der Grenzkonflikt im Nordosten des Landes mit Kanada verschärfte sich in diesen Jahren wieder und wurde erst im Jahr 1842 durch den Webster-Ashburton-Vertrag beigelegt. Zwischen 1835 und 1837 war er wieder als Richter tätig. Gleichzeitig arbeitete er in einem Ausschuss zur Überarbeitung der Gesetzgebung des Staates mit. Dann zog er sich auf sein Anwesen in Wiscasset zurück, wo er den Rest seines Lebens verbrachte. Dort ist er am 3. März 1860 auch verstorben. Samuel Smith war mit Louisa Sophia Fuller verheiratet, mit der er neun Kinder hatte.